# تربة بر (تشهار فريضة)
تربة بر (بالفارسية: تربه بر) هي قرية تقع في إيران في البلدة المركزية. يقدر عدد سكانها بـ 177 نسمة بحسب إحصاء 2016.